# EN 50173
Die Normenreihe EN 50173 Informationstechnik - Anwendungsneutrale Kommunikationskabelanlagen beschreibt in sechs Teilen eine diensteunabhängige, universell einsetzbare Verkabelung zur Unterstützung von informations- und kommunikationstechnischen Netzanwendungen. Es werden sowohl Glasfaser- und Kupfer- sowie symmetrische und unsymmetrische Verkabelungen beschrieben.
Im Einführungsbeitrag der Normen wird dargelegt, dass der Standard ursprünglich für Bürogebäude ausgelegt wurde. Die Basis von den anwendungsneutralen Kommunikationskabelanlagen bilden eine einheitliche Topologie, Klassifizierung von Übertragungsstrecken mit definierten Eigenschaften und einheitliche Schnittstelle zum Anschluss der Endgeräte. Diese grundlegenden Eigenschaften lassen sich mit gewissen Modifikationen auch auf andere Anwendungsbereiche übertragen. Daher wurden in weiteren Teilen andere Gebäudenutzungen beschrieben: industriell genutzte Standorte (Teil 3), Wohngebäude (Teil 4) und Rechenzentren (Teil 5).
Die internationale Norm ISO/IEC 11801 ist weitestgehend identisch zu der europäischen Norm.

## Zusammensetzung der Teile
Die letzte Revision von der EN 50173 wurden im Jahr 2018 vom CENELEC/TC 215 abgeschlossen. Die Reihe erscheint, wie die ISO/IEC 11801 in sechs Teilen. Bei der Erarbeitung von der Normenreihe wurde darauf geachtet, dass diejenigen Anforderungen und Eigenschaften, die für mehrere beziehungsweise alle Gebäudearten zutreffen, nur einmal in Teil 1 definiert werden. Zur Realisierung einer anwendungsneutralen Kommunikationskabelanlage in einem bestimmten Umfeld (Gebäudeart, Standort) sind daher die Teile 2, 3, 4, 5 und 6 stets zusammen mit dem Teil 1 anzuwenden.
Die sechs Teile und Beiblätter der DIN EN 50173 Informationstechnik - Anwendungsneutrale Kommunikationskabelanlagen setzen sich wie folgt zusammen:
| Dokumentnummer                           | Titel vom Teil | ersetzt                                        | veröffentlicht | Beschreibung                                                                                         |
| ---------------------------------------- | --- | ---------------------------------------------- | -------------- | --- |
| DIN EN 50173-1 VDE 0800-173-1            | Teil 1: Allgemeine Anforderungen | DIN EN 50173-1:2011-09                         | 2018-10        | Allgemeine Anforderungen für Twisted-Pair-Kabel und Glasfaserkabel                                   |
| DIN EN 50173-1 Beiblatt 1                | Teil 1, Bbl 1: Verkabelungsleitfaden zur Unterstützung von 10 GBASE-T                                                                                | -                                              | 2008-05        | Leitfaden zur Unterstützung von 10 GBASE-T Verkabelung                                               |
| DIN EN 50173-2 VDE 0800-173-2            | Teil 2: Bürobereiche | DIN EN 50173-2:2011-09                         | 2018-10        | Verkabelung von gewerblichen (Unternehmens-)Gebäuden                                                 |
| DIN EN 50173-3 VDE 0800-173-3            | Teil 3: Industriell genutzte Bereiche | DIN EN 50173-3:2011-09                         | 2018-10        | Verkabelung von Industriegebäuden mit Aufgaben wie Automatisierung, Prozesssteuerung und Beobachtung |
| DIN EN 50173-4 VDE 0800-173-4            | Teil 4: Wohnungen | DIN EN 50173-4:2013-04; VDE 0800-173-4:2013-04 | 2018-10        | Verkabelung für Wohngebäude einschließlich CATV/SATV (1200 MHz)                                      |
| DIN EN 50173-4 Beiblatt 1                | Teil 4, Bbl 1: Realisierung von RuK-Netzanwendungen mit Verkabelung nach EN 50173-4                                                                  | -                                              | 2011-06        | Leitfaden zur Realisierung von RuK-Netzanwendungen                                                   |
| DIN EN 50173-4 VDE 0800-173-4 Beiblatt 2 | Teil 4, Bbl 2: Infrastruktur von Heimverkabelungen bis zu 50 m Länge zur gleichzeitigen oder nicht-gleichzeitigen Bereitstellung von Netzanwendungen | -                                              | 2013-04        | Leitfaden für die Infrastruktur von Heimverkabelungen bis zu 50 m Länge                              |
| DIN EN 50173-5 VDE 0800-173-5            | Teil 5: Rechenzentrumsbereiche | DIN EN 50173-5:2013-04; VDE 0800-173-5:2013-04 | 2018-10        | Verkabelung von Hochleistungsnetzwerken in Rechenzentren                                             |
| DIN EN 50173-6 VDE 0800-173-6            | Teil 6: Verteilte Gebäudedienste | DIN EN 50173-6:2014-05; VDE 0800-173-6:2014-05 | 2018-10        | Gebäudeautomation und IOT                                                                            |

## Zusammenwirken mit anderen Normen
Nach der erstmaligen Veröffentlichung der EN 50173 wurde deutlich, dass zur Umsetzung einer Verkabelung neben den reinen Anforderungen an Struktur und Übertragungseigenschaften, auch die Beschreibung der Aspekte zur Gebäudeplanung, Spezifikation der Verkabelung, Planung und Installation sowie Qualitätssicherung, einschließlich der Vorgaben für eine Abnahme der Installation, notwendig sind. Folge richtig wurde in den Jahren 2000 bzw. 2003 die Normenreihe EN 50174 für Spezifikation und Qualitätssicherung, Installationsplanung und Installationspraktiken veröffentlicht. Vor diesem Hintergrund erschließt sich das Zusammenspiel der beiden Normenreihen EN 50173 und EN 50174. Zusammen beschreiben sie den gesamten Entstehungsprozess einer Verkabelung bis zum Betrieb und unterstützen den Planer bzw. Errichter über alle Phasen hinweg. Die Einheit der beiden Normen wird durch die Anforderung von den EN 50173-x, dass eine Konformität mit dieser Normenreihe nur dann gegeben ist, wenn bei der praktischen Realisierung der Kommunikationskabelanlage auch die Anforderungen der Normenreihe EN 50174 eingehalten werden, unterstrichen. In Ergänzung dazu wurden im Jahr 2000 die Norm EN 50310 zur Sicherstellung der elektromagnetischen Verträglichkeit (EMV) sowie die Norm EN 61935-1 für die Anforderungen an die messtechnische Bewertung einer installierten Kupfer-Verkabelung erstellt. Im Jahr 2006 folgten schließlich mit ISO/IEC 14763-3 Festlegungen zur messtechnischen Bewertung von installierter Lichtwellenleiter-(LWL)-Verkabelung.